# História da arquitetura em Portugal

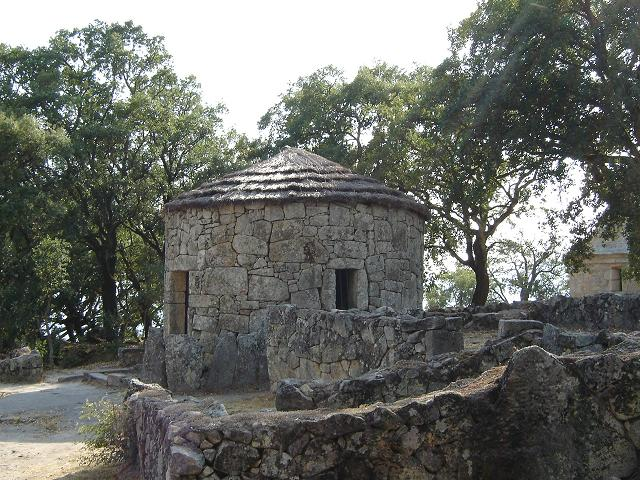
Citânia de Briteiros.

Desde o segundo milénio antes do nascimento de Cristo, que existem, no território que hoje se conhece como sendo Portugal, construções importantes no panorama da arquitectura nacional. Construída antes da chegada dos romanos, a Citânia de Briteiros em Guimarães é um bom exemplo da arquitectura nativa, desenvolvida na Idade do Ferro. As casas eram redondas, feitas em granito, sem argamassa, organizando-se em Castros – pequenas comunidades no alto das montanhas, cercadas por estruturas defensivas.

## Período romano

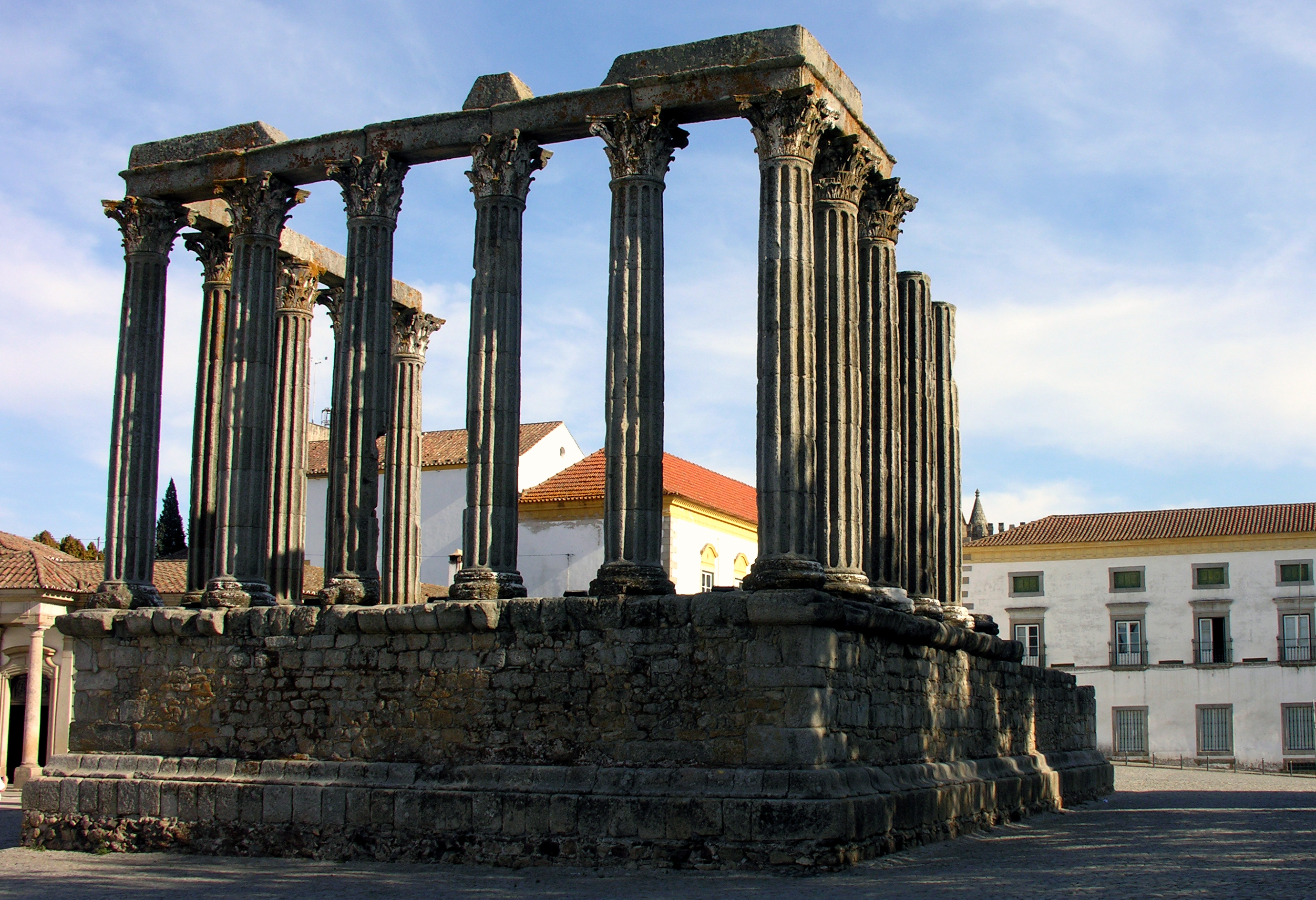
Templo Romano em Évora.

A arquitectura portuguesa desenvolveu-se significativamente com  a chegada dos romanos no século II a.C., evoluindo para um estilo mais mediterrânico já existente na época. Os romanos construíram um conjunto considerável de infraestruturas e estruturas de apoio às povoações mais importantes, como estradas, aquedutos e pontes. Há muitos vestígios dessa época espalhados por todo o território nacional, cumprindo funções variadas, como habitações, teatros, templos e outros edifícios públicos. Conímbriga, o Teatro Romano e as Termas dos Augustais em Lisboa, o Templo Romano em Évora e as Ruínas do Cerro da Vila em Vilamoura são disso bons exemplos.

## Período muçulmano
No século VIII a Península Ibérica foi ocupada pelos Muçulmanos. As influências romanas na arquitectura já tinham sido perdidas depois das invasões bárbaras. As cidades eram aglomerados de casas mal acondicionadas, as ruas eram esgotos a céu aberto e começavam-se as erguer igrejas para prestar culto à recém implantada religião Cristã. Os muçulmanos trouxeram nova vida à arquitectura civil, militar e religiosa. Ergueram-se mesquitas e palácios, organizando as cidades da época. Os materiais mais utilizados eram a taipa intercalada por vezes com alvenaria de pedra. A cor típica do edifícios muçulmanos é o branco, pois caiavam os exteriores.

## Românico (1100 – 1230)

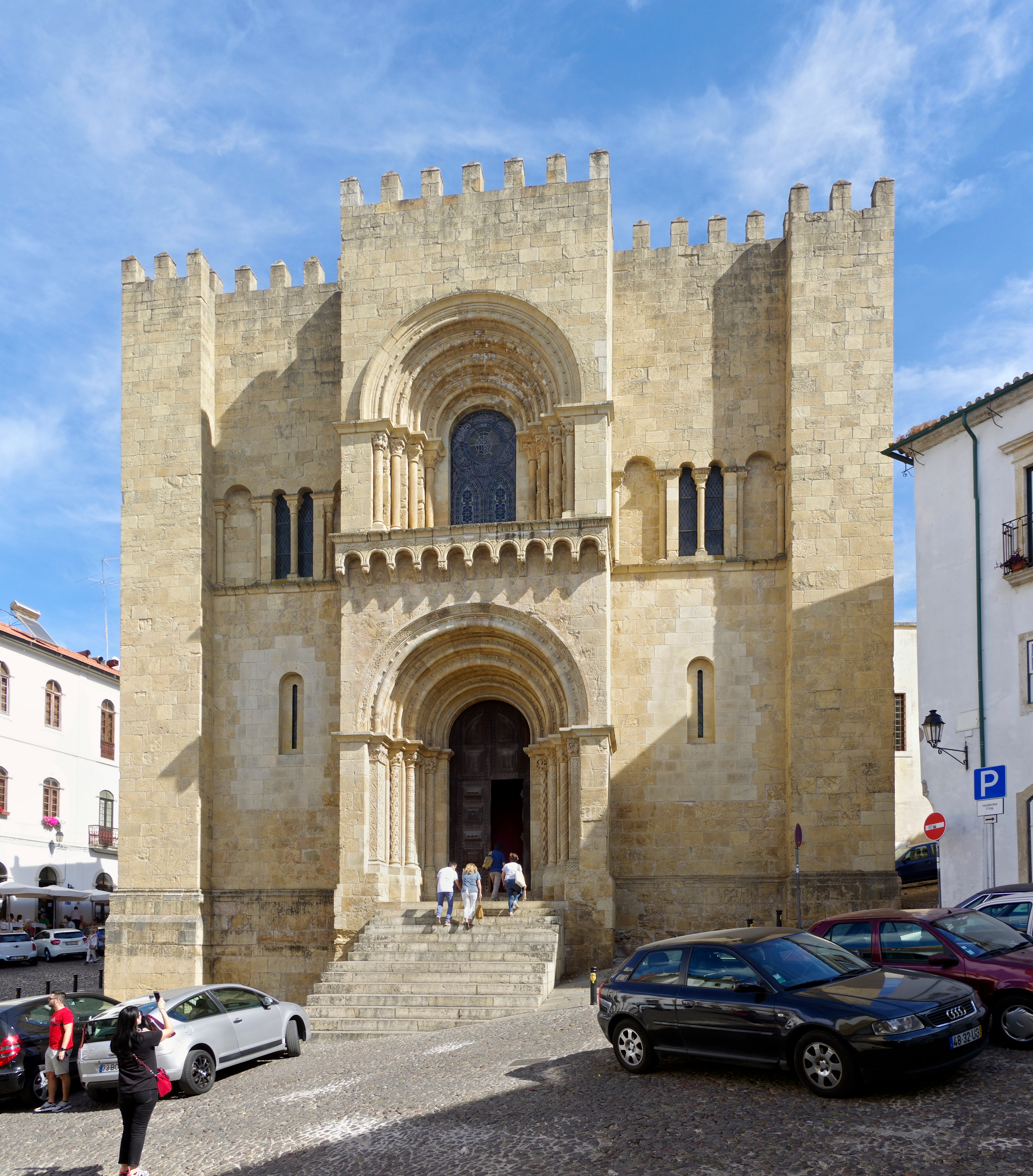
Fachada principal da Sé Velha de Coimbra.

Sob o comando do Conde D. Henrique, fundador da Casa de Borgonha em Portugal, um conjunto de nobres e monges franceses implantaram, de forma gradual, o românico no país. Durante a Reconquista foram construídas muitas igrejas nesse estilo, com om intuito de reconverter as populações à fé cristã. É devido ao facto da reconquista ter partido do norte de Portugal, que a sul de Lisboa, não existirem vestígio de arquitectura românica.
Existem dois tipos de Românico em Portugal:
- O românico de influência francesa, intimamente relacionada com o estilo da Catedral de Santiago de Compostela na Galiza. ( Sé Velha de Coimbra e Sé de Lisboa) Existem duas formas de projectar as igrejas de influência francesa:
  - Igreja orientadas para Oeste, normalmente com duas torres-campanário e três naves em abóbada de berço.
  - Igreja orientas para Este, com três naves em abóbada de berço e uma torre-campanário sobre o transepto; a nave central termina numa abside com três capelas radiantes.
- O românico deriva do estilo do Abadia de Cluny. (Sé de Braga)

Contudo as igrejas românicas portuguesas fugiram um pouco ao estilo original assemelhando-se mais a grande fortalezas devido às paredes grossas e poucas aberturas.
O início da construção da Sé de Évora termina o período do Românico em Portugal, que contrariamente aos outros países da Europa, entrou pelo século XIII.

## Gótico (c.1230 - c.1450)

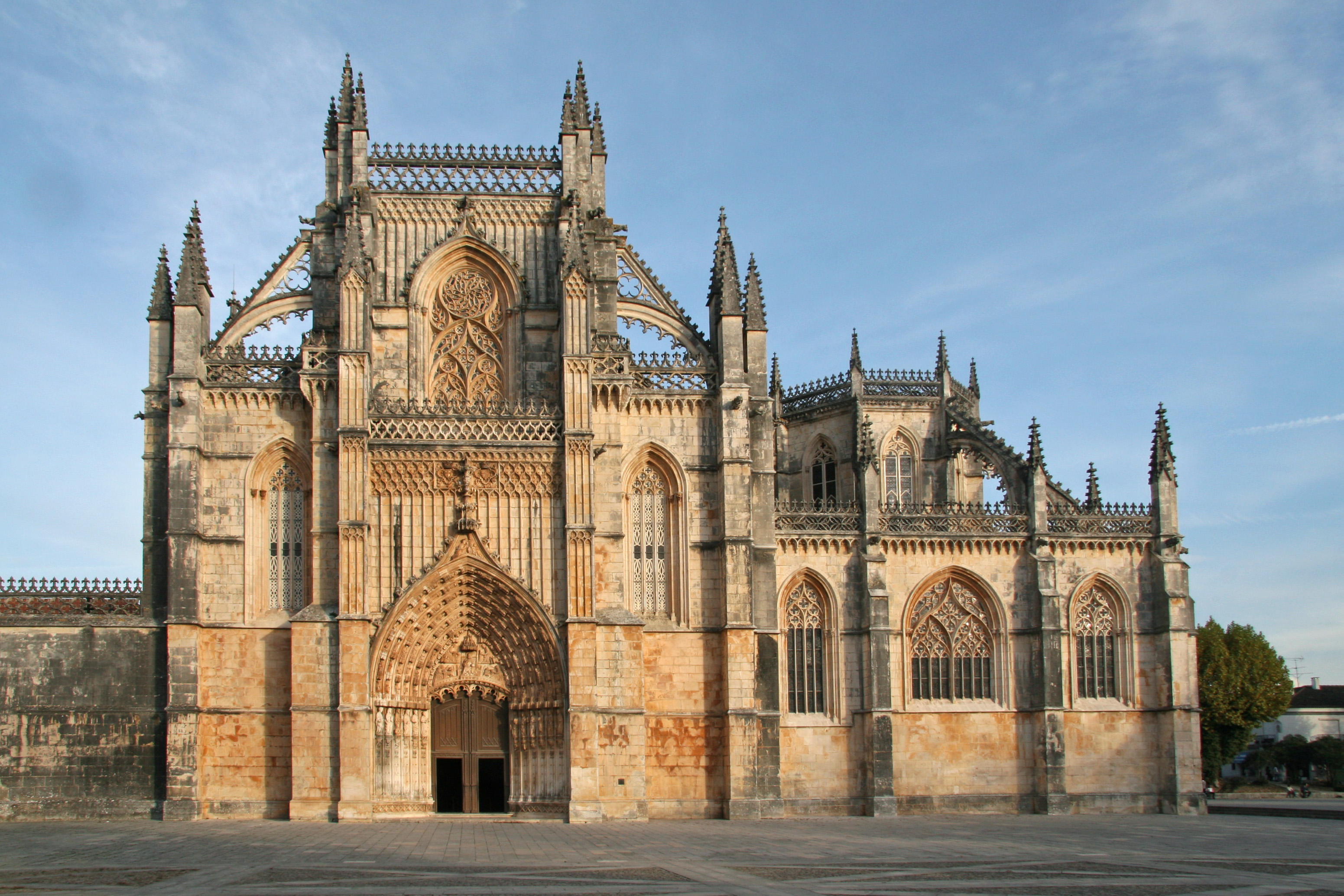
Mosteiro da Batalha.

O Gótico chegou mais tarde a Portugal do que no resto da Europa, concentrando-se fundamentalmente no centro do país, difundido principalmente por ordens mendicantes. Muitas igrejas e sés românicas foram alargadas com um transepto gótico ou com elementos desse estilo. São exemplo disso a Sé do Porto,  a Sé de Évora e o Convento de Cristo em Tomar.
O Mosteiro de Alcobaça (começado em 1178, projecto em conformidade com a Abadia de Cister, na França) foi o primeiro edifício gótico a ser construído em Portugal, em conjunto com o Mosteiro de Santa Cruz em Coimbra, um dos mais importantes mosteiros medievais portugueses.
O esplendor e beleza das igrejas góticas portuguesas dificilmente faz frente a muitas outras espalhadas pela Europa, contudo, o Mosteiro da Batalha, em termos arquitectónicos, ultrapassa todos os outros edifícios nacionais da época. O Gótico flamejante é claro nas linhas do mosteiro, aproximando-o muito ao gótico internacional

## Gótico Tardio - O Manuelino (c.1490 – c.1520)

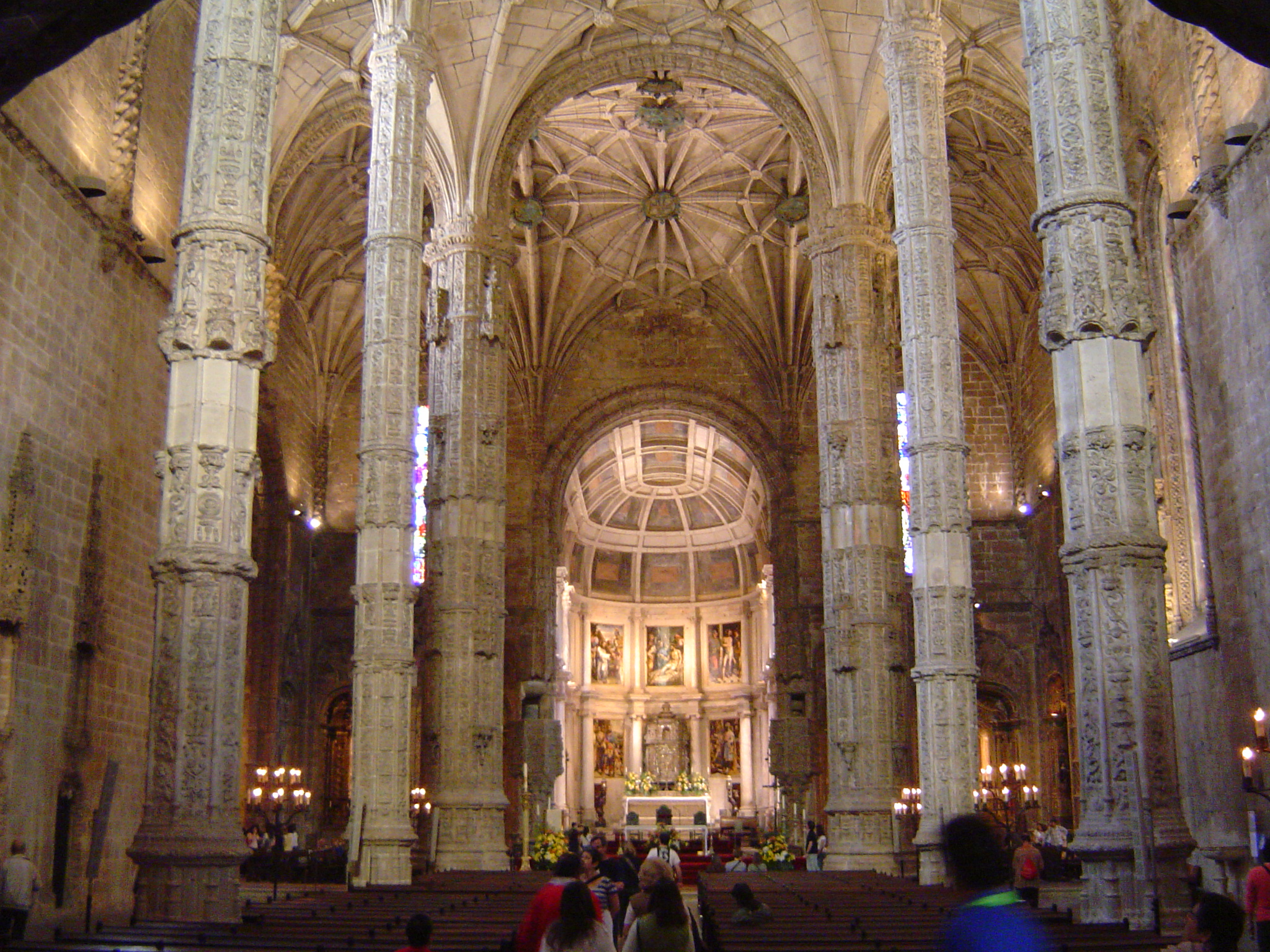
Nave, Mosteiro dos Jerónimos (1502-1520) Diogo Boitaca e João de Castilho, Lisboa

Os lucros do comércio de especiarias nas primeiras décadas do século XVI financiaram um estilo de transição sumptuoso, mais tarde nomeado manuelino dado ter sido no reinado de Manuel I, que a maioria dos edifícios foi iniciada. O Manuelino mescla o gótico final com elementos renascentistas, a influência dos estilos contemporâneos plateresco, isabelino, e elementos italianos, flamengos e mudéjares. Distingue-se pela decoração luxuriante, com  motivos naturalistas marinhos, cordas e uma rica variedade de animais e motivos vegetais. Revela o crescente gosto pelo exotismo, desde o início da expansão.
O primeiro edifício manuelino conhecido  é o Mosteiro de Jesus de Setúbal de (1490-1510) do arquitecto Diogo Boitaca, considerado um dos criadores do estilo, no qual colaborou com o escultor francês Nicolau de Chanterene. A nave da igreja apoiada em colunas em espiral, revela a tentativa de unificar o espaço interior numa igreja-salão, característica do renascimento português, que atinge seu clímax na igreja do Mosteiro dos Jerónimos, terminada em 1520 pelo arquitecto João de Castilho. O mesmo acontece na Sé da Guarda, nas igrejas paroquiais de Olivença, Freixo de Espada à Cinta, Montemor-o-Velho e outros. Surgem também portais elaborados com colunas em espiral, nichos e e motivos renascentistas e gótico, como no Mosteiro de Santa Cruz de Coimbra e a porta especiosa da Sé Velha de Coimbra. A Torre de Belém de Francisco de Arruda e a janela do Capítulo do Convento de Cristo, são exemplos conhecidos do estilo manuelino, que se estende a outras artes, como a iluminura e ourivesaria (custódia de Belém).

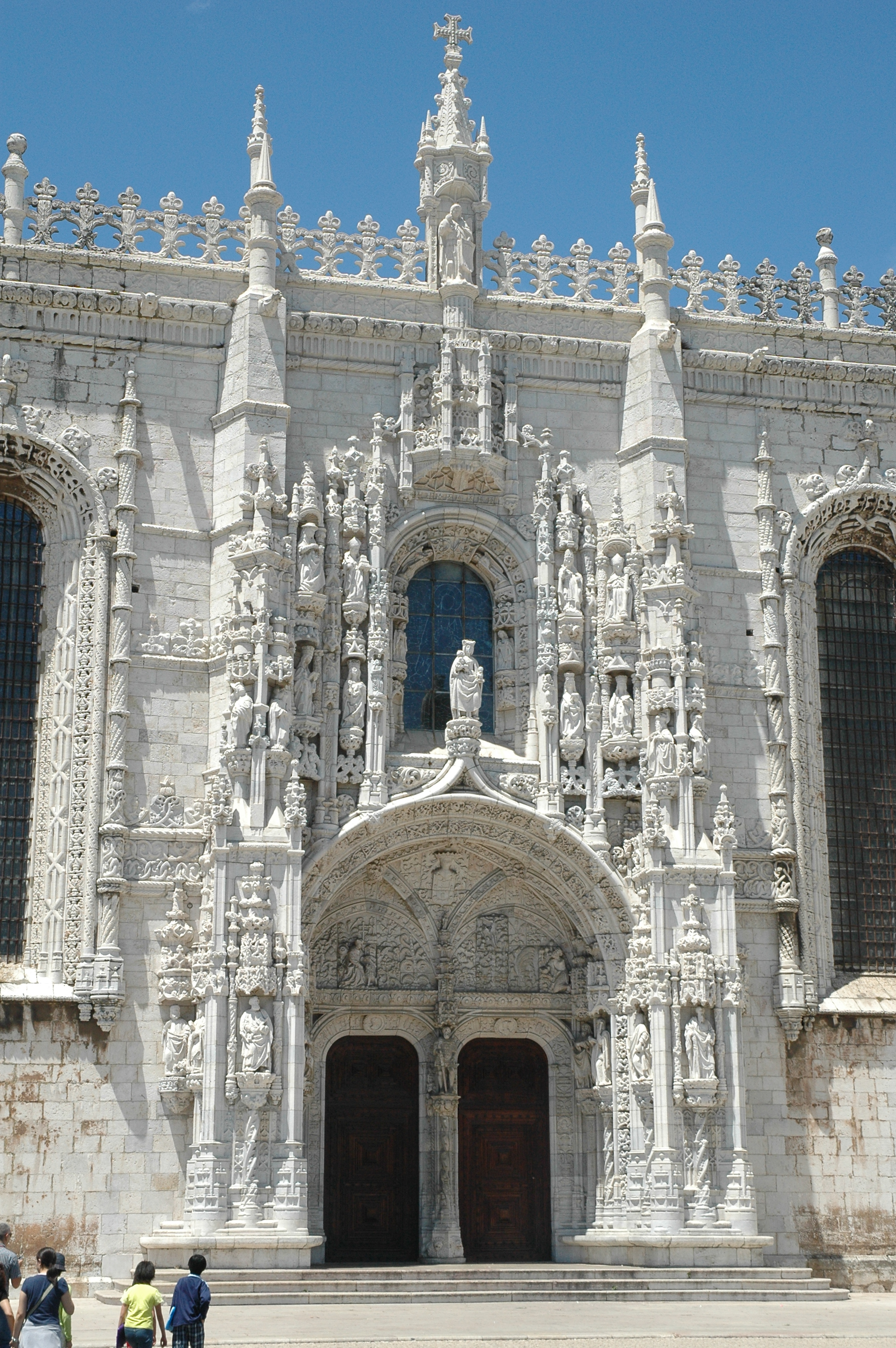
Portal Sul da Igreja do Mosteiro dos Jerónimos, (c.1517) João de Castilho, Belém
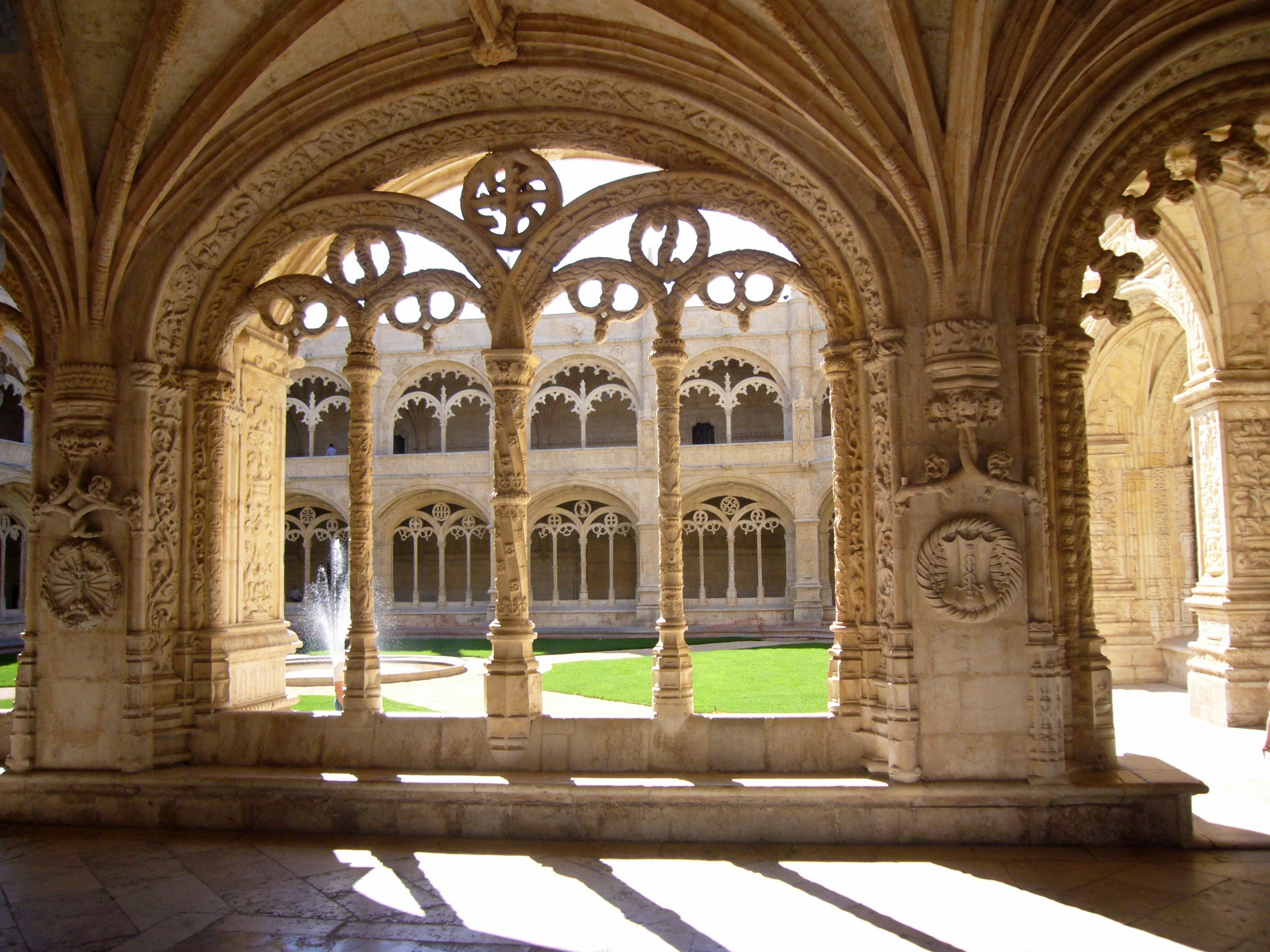
Claustro do Mosteiro dos Jerónimos, (c.1517) Diogo de Boitaca e João de Castilho, Belém
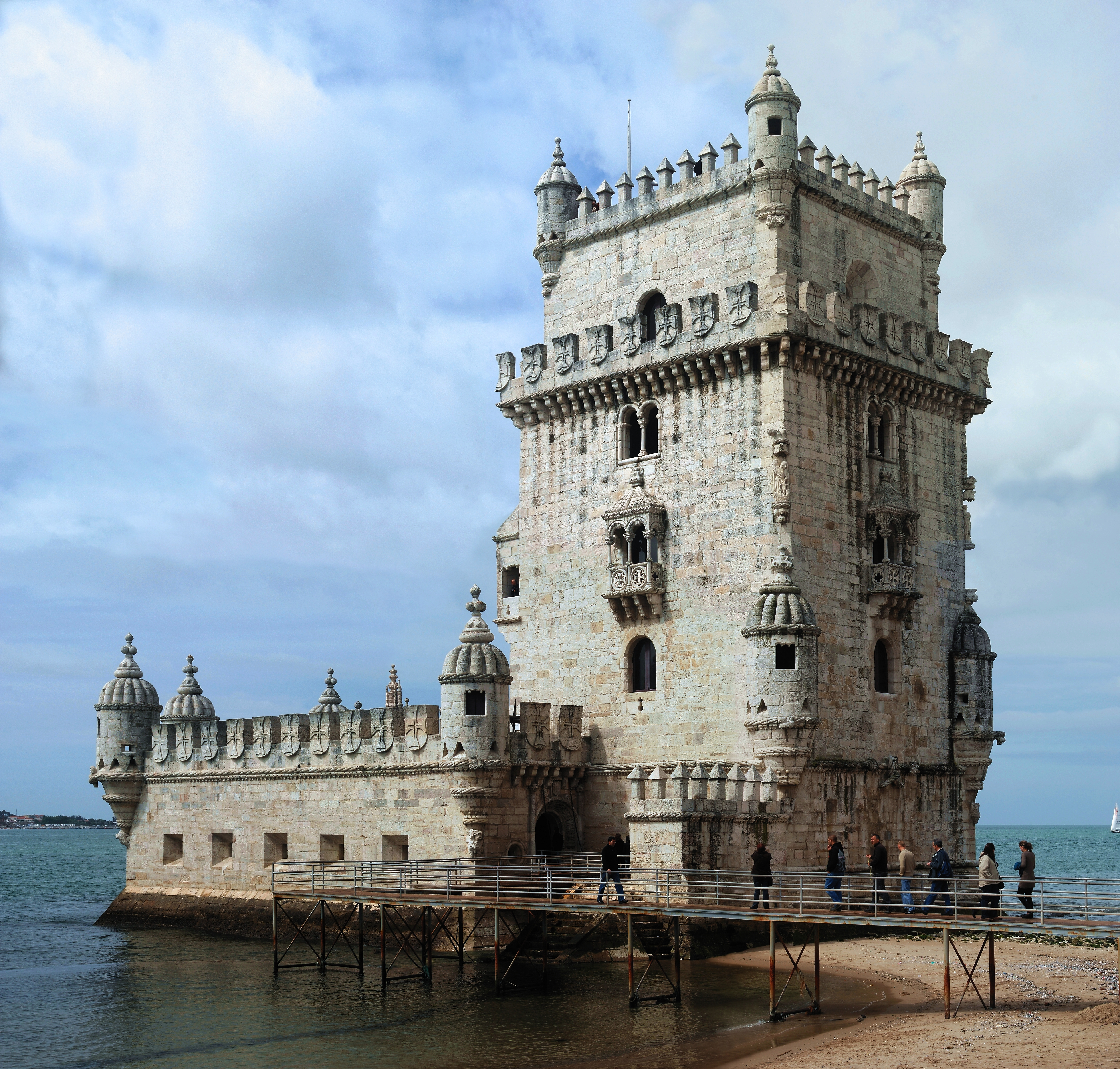
Torre de Belém (1514-1520), Francisco Arruda, Lisboa
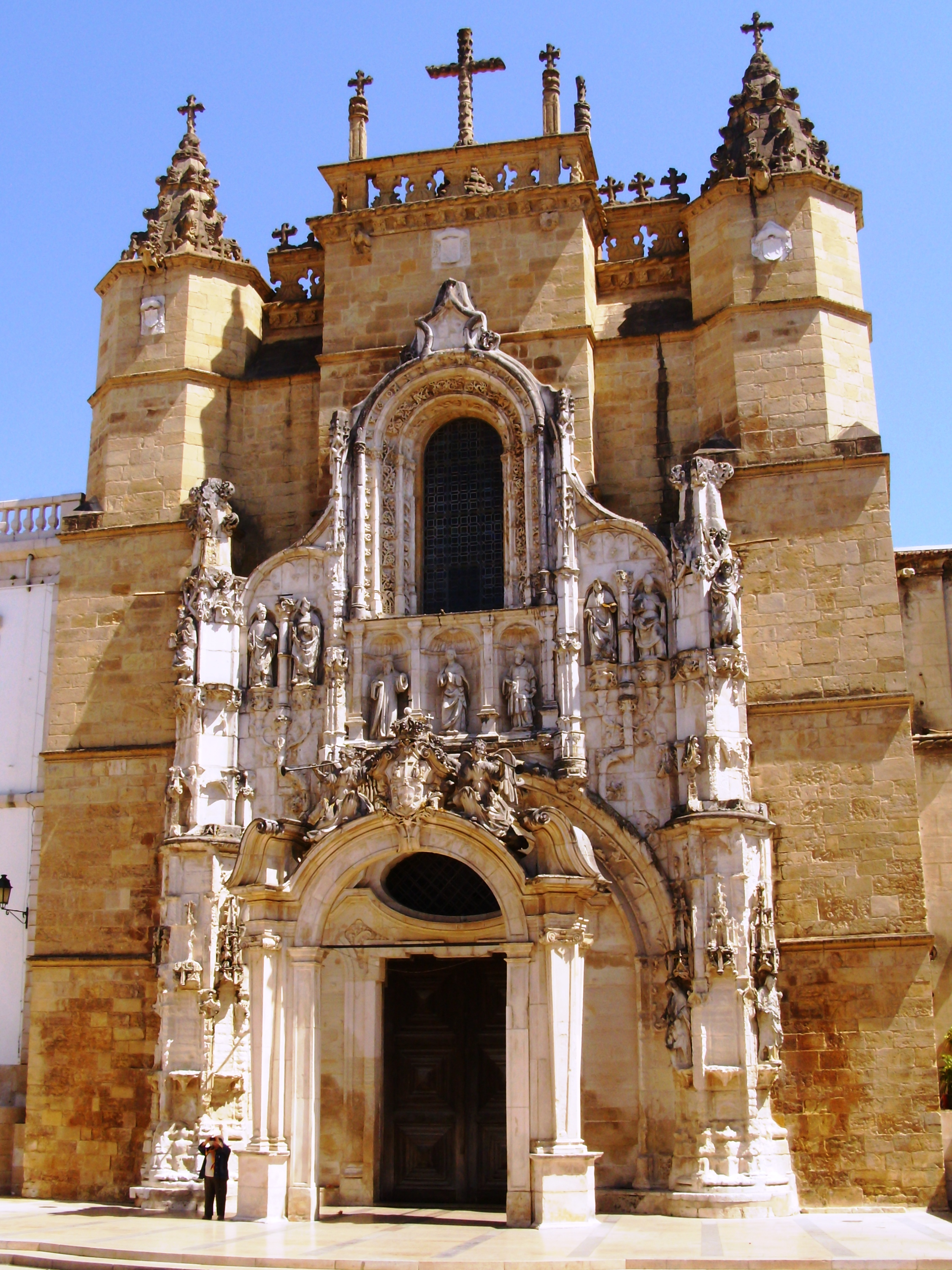
Portal do Mosteiro de Santa Cruz de Coimbra (1522-1526) Diogo de Castilho e Nicolau de Chanterenne

## Renascimento e Maneirismo (c.1520 - c.1650)

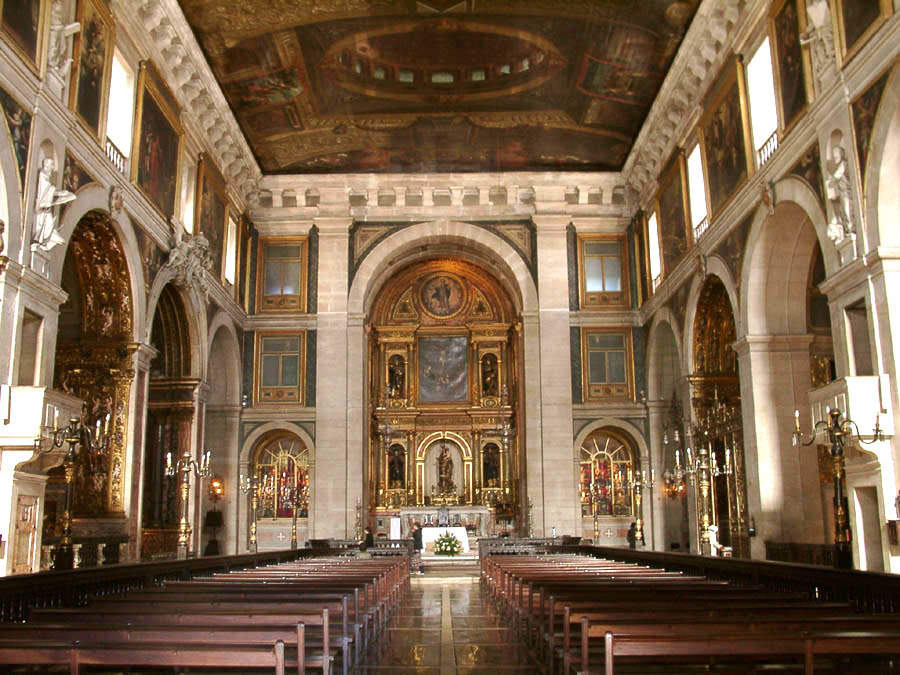
Igreja de São Roque (Lisboa) (1555) traça renascentista de Afonso Álvares e maneirista de Filipe Terzi

O austero classicismo renascentista não prosperou em Portugal. Introduzido a partir da década de 1530 por arquitetos estrangeiros, evoluiu de forma natural, mas lenta, para o maneirismo. O pintor e arquitecto Francisco de Holanda no livro "Diálogos sobre a Pintura Antiga", disseminou os seus fundamentos.
A Ermida de Nossa Senhora da Conceição (Tomar), de 1532-1540, pelo castelhano Diogo de Torralva é um bom exemplo do estilo renascentista puro em Portugal. A pequena igreja do Convento do Bom Jesus de Valverde, em Évora, atribuída a Manuel Pires e Diogo de Torralva, é outro. Da arquitectura civil renascentista são exemplos a casa dos bicos de 1523 e o palácio da Bacalhoa.
Testemunhos maiores deste estilo são a Igreja de São Roque (Lisboa), iniciada em 1555 por Afonso Álvares, um dos poucos grandes edifícios lisboetas que sobreviveu ao terramoto de 1755, e o magnífico claustro de dois pisos de D. João III no Convento de Cristo em Tomar iniciado por Diogo de Torralva em 1557. Concluídos anos mais tarde já durante o reinado de Filipe II pelo arquitecto real italiano Filippo Terzi, ambos viriam a evoluir para o maneirismo, de que o claustro é considerado um dos mais importantes exemplos portugueses.
Notável arquiteto Português neste período, as obras de Afonso Álvares incluem a Igreja de São Roque (Lisboa), que viria a evoluir para o estilo maneirista. Projectou a Sé Catedral de Leiria (1551 - 1574), a Sé de Portalegre (1556), e ainda a Igreja de São Roque em Lisboa. Esta última foi feita pelo arquitecto italiano Filippo Terzi, que também construiu o Colégio Jesuíta de Évora, a Igreja de São Vicente de Fora em Lisboa e o Palácio Episcopal em Coimbra. Para além das muitas igrejas que fez, também projectou fortalezas e aqueductos. Sob a influência de Terzi formaram-se muitos arquitectos portugueses, dos quais se destacaram:
- Miguel de Arruda - Igreja de Nossa Senhora da Graça, Évora;
- Baltasar Álvares – Sé Nova de Coimbra e a Igreja de São Lourenço no Porto.
- Francisco Velázquez – Catedral de Miranda do Douro e  o Mosteiro de São Salvador de Grijó.
- Manuel Pires (engenheiro militar) - Igreja de Santo Antão em Évora.

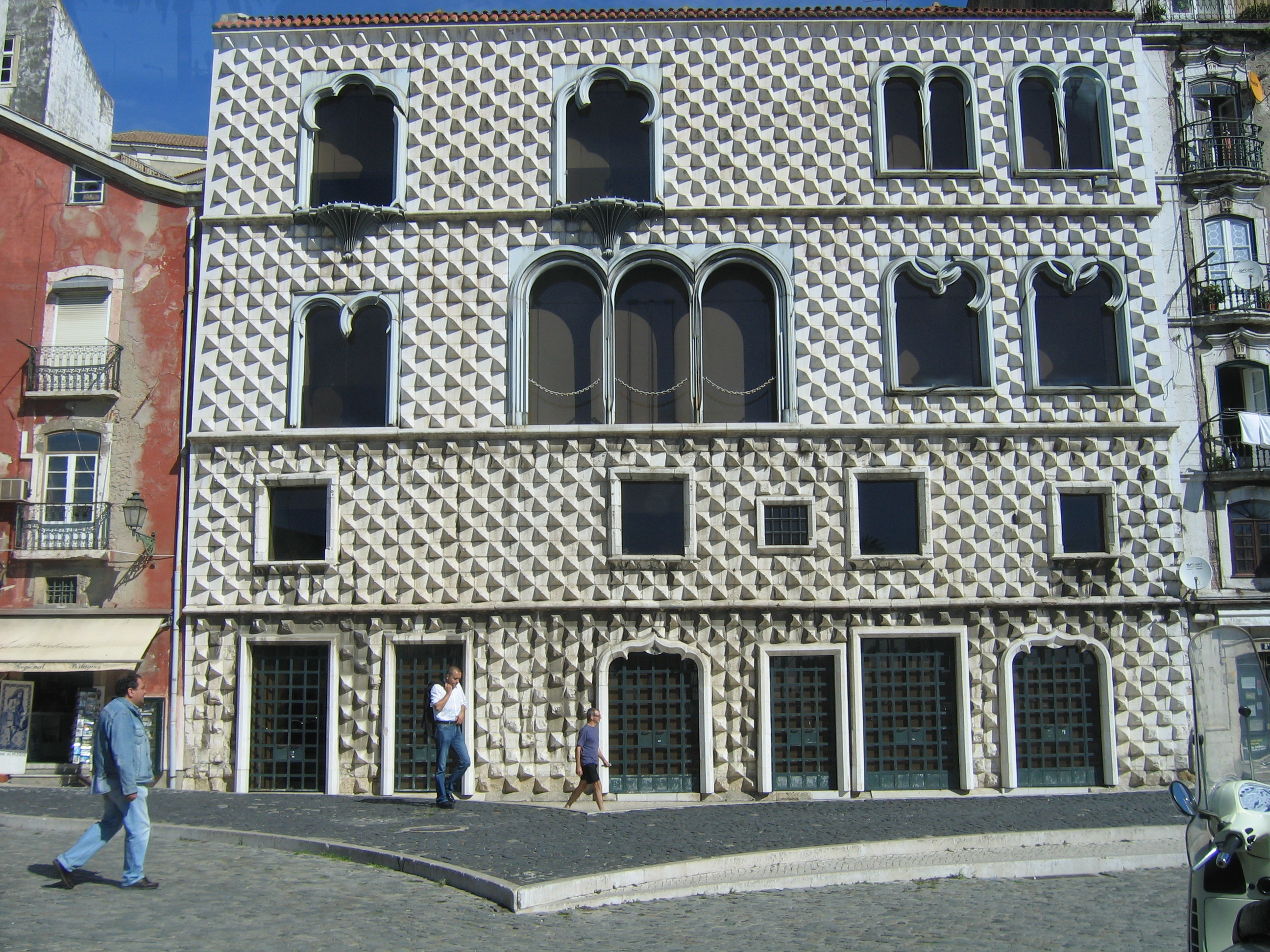
Casa dos bicos (1523), Lisboa
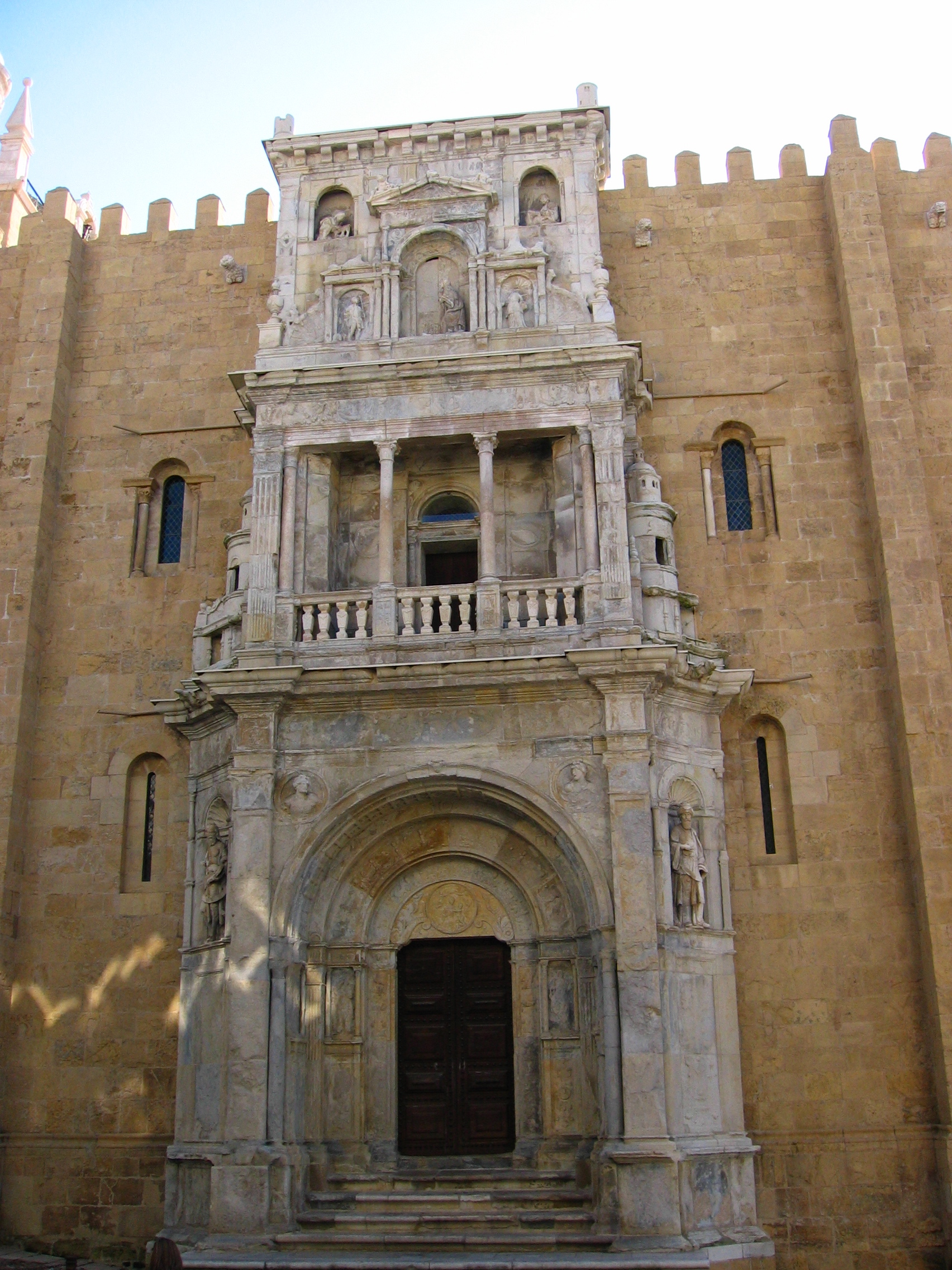
"Porta especiosa" da Sé Velha de Coimbra (1530), João de Ruão, Coimbra
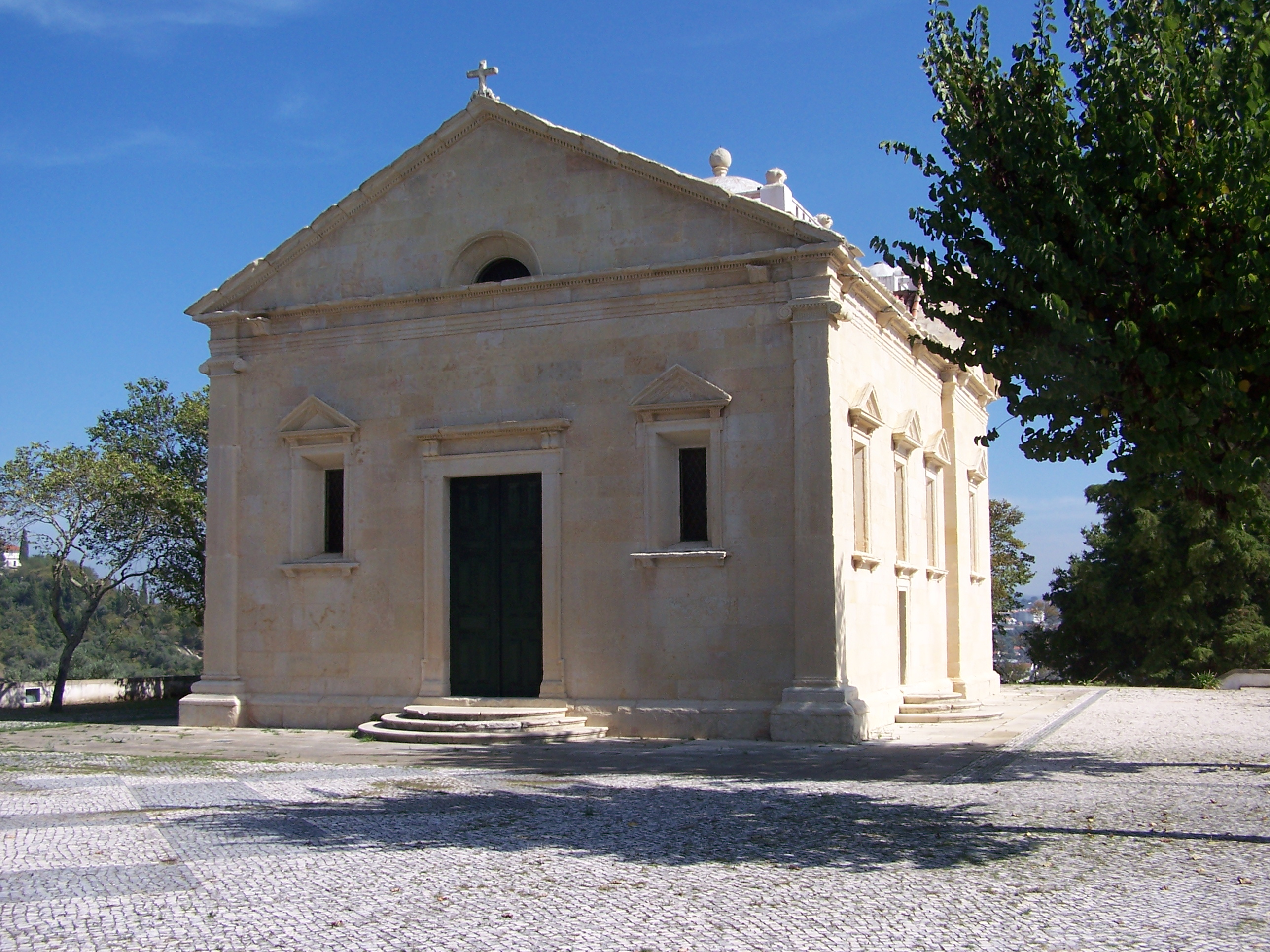
Ermida de Nossa Senhora da Conceição (Tomar) (1532) por Diogo de Torralva
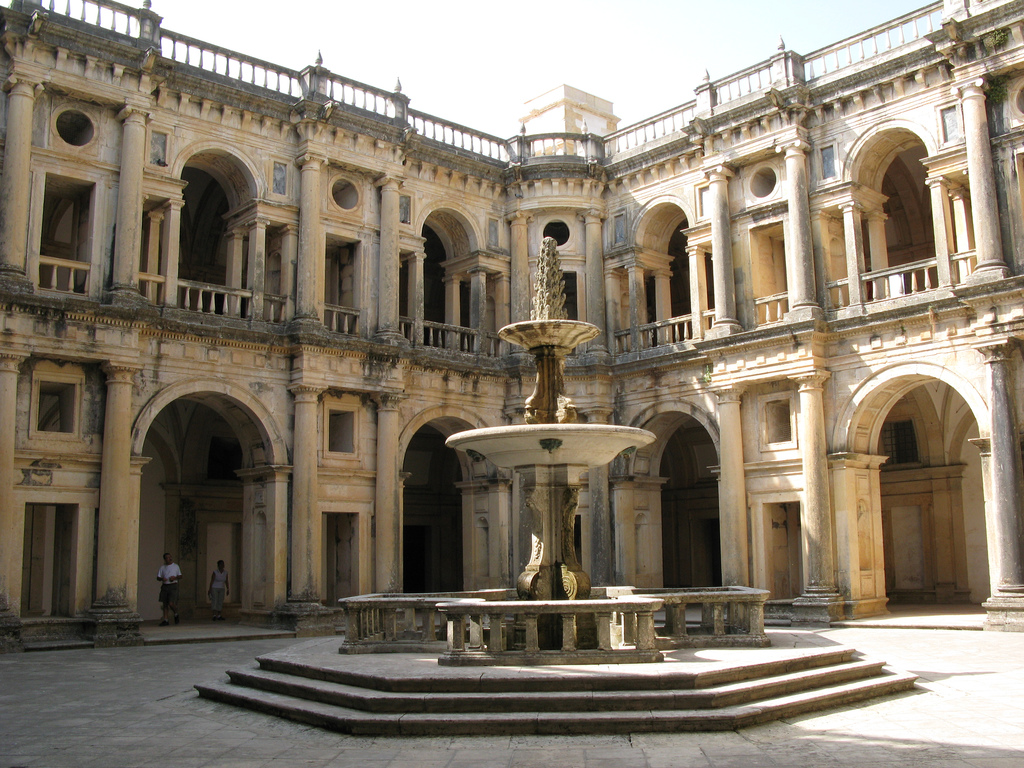
Claustro de D. João III, no Convento de Cristo em Tomar (1557) Diogo de Torralva e Filippo Terzi

## Arquitectura chã (1580 - 1640)
Durante o domínio filipino, Portugal e Espanha estavam unidos, e desenvolveu-se um novo estilo a Arquitectura chã ou Estilo Chão (plain architecture em inglês) proposto por George Kubler. Era basicamente maneirista, mas com um estrutura clara e robusta, com superfícies lisas e pouca decoração. É uma grande ruptura com o Manuelino, pois este era bastante decorativo. Este estilo mais contido e simplista deveu-se sobretudo às limitações económicas da época. Como resistência ao Barroco, que já vigorava na vizinha Espanha, em Portugal continuou a ser utilizada a arquitectura chã para demontrar a diferença de identidades das duas nações, que estavam então unidas. Houve alguns arquitectos que se destacaram nesse tempo, tais como:
- Baltasar Alvares  - Igreja dos Grilos (1614) no Porto e a Igreja de Santo Antão (1613 - 1656), em Lisboa, que hoje em dia já não existe.
- João Turriano - Remodelação do Mosteiro de Tibães e o Mosteiro de São Bento.
- Francisco de Mora)  - Convento de Nossa Senhora dos Remédios (1601 - 1614), em Évora.
- Pedro Nunes Tinoco – Igreja de Santa Marta (1616), em Lisboa.

Quando o rei D. Filipe II fez a sua entrada triunfal em Lisboa no ano de 1619, foram erguidos alguns arcos do triunfo provisórios, no estilo flamengo de Hans Vredeman de Vries. Foi também nesta época que o azulejo e a talha dourada se afirmaram com elementos decorativos importantes na arquitectura religiosa portuguesa.

## A arquitectura da Restauração (1640 - 1717)

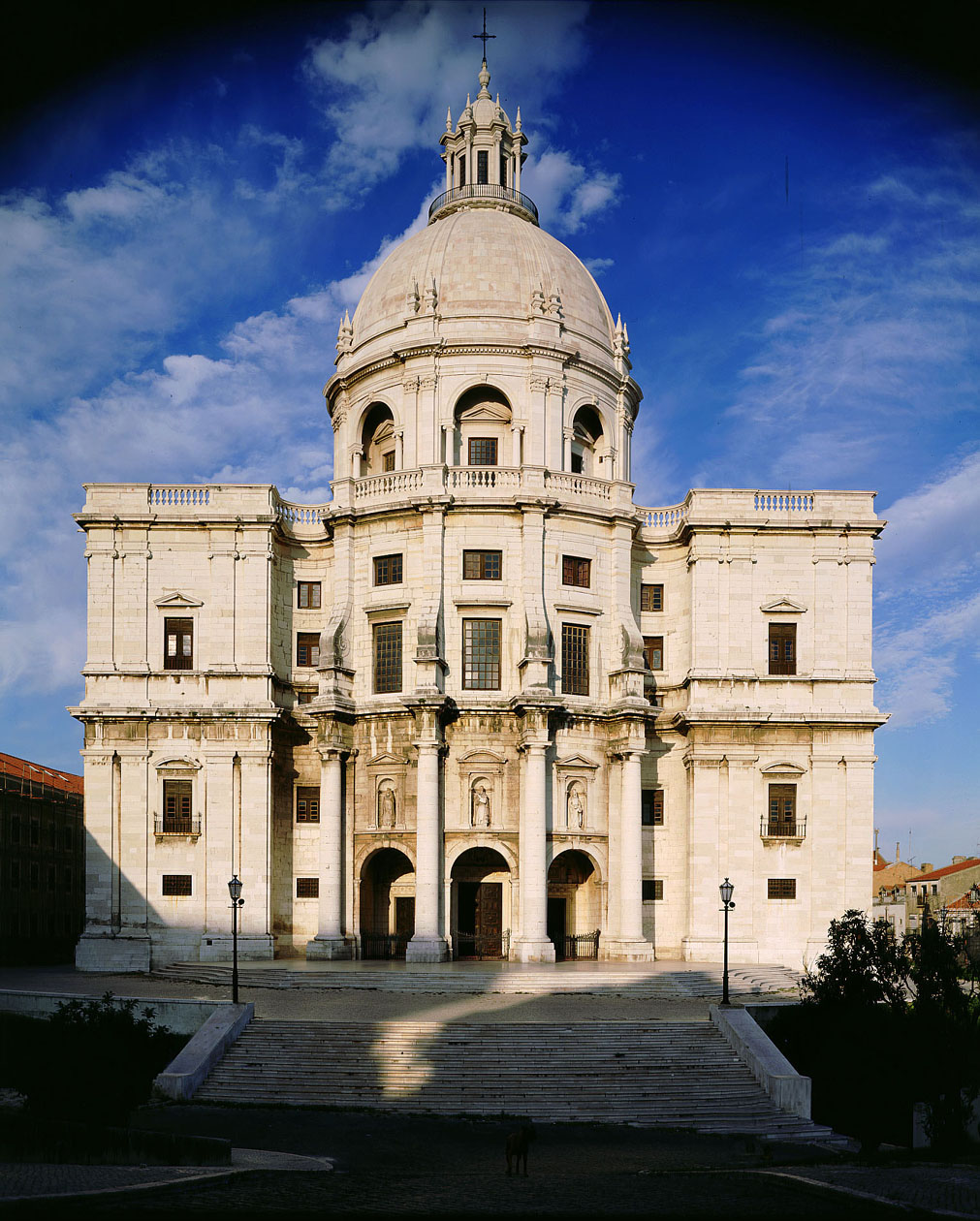
Igreja de Santa Engrácia em Lisboa.

O Barroco aparece na arquitectura internacional no âmbito da Contra-Reforma, isto é, como reacção da Igreja Católica à insurgência do Protestantismo na Europa. Porém, como em Portugal as ideias de Martinho Lutero não eram seguidas, o barroco não ficou muito ligado à cultura portuguesa. Para além do mais o estilo já estava associada à Espanha e aos jesuítas.
Portanto em vez de um novo estilo, passou-se directamente da arquitectura chã para um barroco tardio logo que Portugal restaurou a sua independência, em 1640. Foram tempos de miséria e decadência económica, militar e consequentemente cultural, perdendo-se qualquer tipo de desejo de projectos grandiosos.
A nobreza foi a primeira a ganhar novo folgo. Um bom exemplo disso é o Palácio dos Marqueses de Fronteira (1667) na freguesia de São Domingos de Benfica em Lisboa. Esta casa senhorial segue ainda as linhas maneirista italianas, mas já se nota uma grande influência barroca na harmonia da casa e dos jardins circundantes. Os painéis de azulejo que cobrem as paredes mostram episódios bélicos e retratos equestres entre outros temas, criados por Jan van Oort e por Willem van der Kloet em Amesterdão.
A destacar ainda neste período são os arquitectos:
- Jacome Mendes – Igreja de Nossa Senhora da Piedade (1665) em Santarém.
- João Turriano – Mosteiro de Santa Clara-a-Nova (1649 – 1696) em Coimbra.
- João Nunes Tinoco – terá supostamente feito a Igreja Matriz de Portimão (1660).

No período entre 1690 e 1717 houve uma lenta introdução ao Barroco em Portugal.
A Igreja de Santa Engrácia (actualmente Panteão Nacional), começou a ser construído em 1682, por João Nunes Tinoco, e foi continuada por João Antunes. É uma estrutura centrada, construída em forma de cruz grega – cruz com todos os braços do mesmo tamanhos – encimada por uma enorme cúpula, que somente foi completada em 1966 (daí a expressão Obras de Santa Engrácia que serve para caracterizar obras demoradas). As fachadas são ondulantes tal como o estilo barroco de Borromini. É, se calhar, o único edifício verdadeiramente barroco em todo o país.

## Barroco (1670 - 1755)
O ano de 1697 é uma data importante para a arquitectura portuguesa. Foi nesse ano que foi descoberto em Minas Gerais, no Brasil, ouro, pedras preciosas e diamantes. A extracção desses materiais enriqueceu muito a coroa portuguesa, que aplicava impostos altíssimos pela sua exploração. Este acontecimento tornou Portugal no país mais próspero e rico da Europa do século XVIII. O rei D. João V tentou rivalizar com o rei francês Luís XIV, o Rei Sol, construindo o maior número possível de edifícios luxuosos. O rei português, ao contrário de Luís XIV, não tinha disponíveis arquitectos nacionais para executar os seus planos megalómanos. Portanto, o muito dinheiro vindo do Brasil serviu para contratar arquitectos que projectaram inúmeras obras, tendo algumas delas nem chegado ao fim.

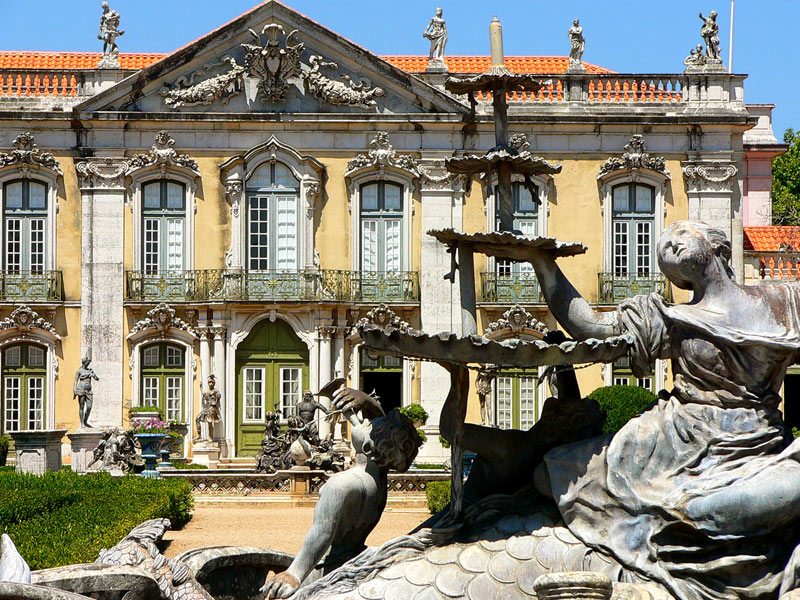
O Palácio de Queluz.

O Convento de Mafra é um dos edifícios barrocos mais sumptuosos do país. Este monumental complexo de infra-estruturas religiosas foi desenhado por Johann Friedwig Ludwig (conhecido em Portugal por João Frederico Ludovice). O projecto de Ludovice tenta sintetizar a Basílica de São Pedro, na Cidade do Vaticano, a Igreja de Sant'Ignazio, em Roma e o Palazzo Montecitorio, num só edifício. Isto deveu-se ao desejo do rei de ter a Cidade Eterna à beira do rio Tejo.
Outras obras importantes:
- Aqueduto das Águas Livres (1729 - 1748) em Lisboa, de Manuel da Maia, Antonio Canevari e Custódio Vieira. Fornecia água à cidade aliado a muitos chafarizes desenhados pelo húngaro Carlos Mardel.
- Quinta de Santo Antão do Tojal (1728 – 1732) do arquitecto italiano Antonio Canevari.
- Palácio das Necessidades (1750) de Caetano Tomás de Sousa.
- Palácio de Queluz (1755 – 1758) de Mateus Vicente de Oliveira, Manuel Caetano de Sousa e Jean-Baptiste Robillon. É um dos melhores exemplo do barroco em Portugal apesar da sua fachada ter alguns pormenores no estilo rococó.
- Teatro real da Ópera do Tejo (1755 - 1755) de Giovanni Carlo Sicinio Galli da Bibbiena (1717-1760). Inaugurado a 31 de Março de 1755 com a ópera Alessandro Nell'Indie de Pietro Metastasio e música do compositor napolitano David Perez. Foi destruído no dia 1 de Novembro de 1755 em consequência do Terramoto de Lisboa.

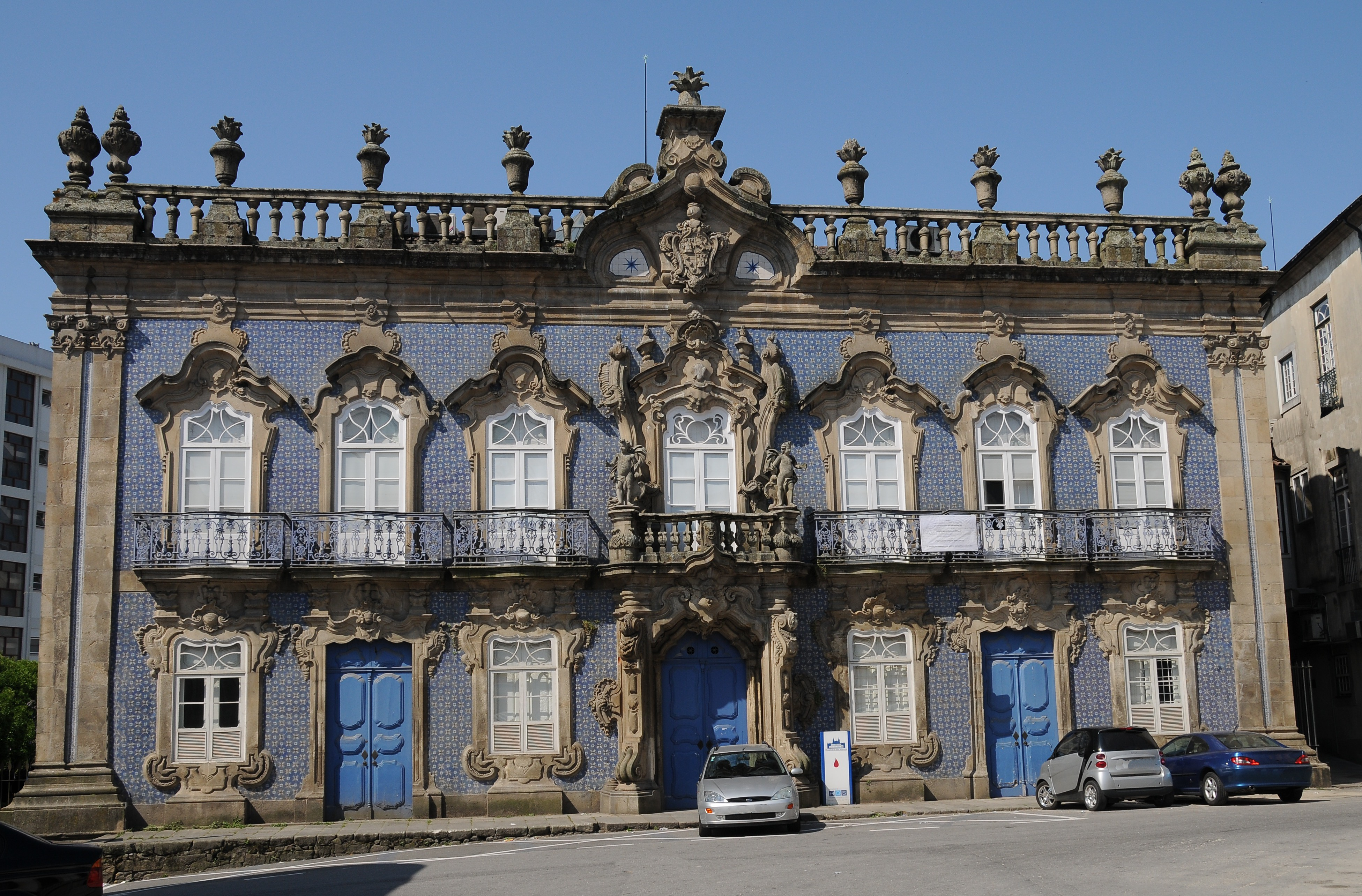
Fachada do Palácio do Raio em Braga.

## Rococó
O Barroco evoluiu naturalmente para o Rococó. Foi desenvolvido principalmente no norte do país. Um exemplo dessa época é a obra do arquitecto italiano Nicolau Nasoni, a igreja e a Torre dos Clérigos no Porto.
O Santuário do Bom Jesus do Monte, perto de Braga, desenhado por Carlos Amarante é um exemplo notável do rococó, contendo uma escadaria barroca com 116 m .

## Estilo Pombalino (1755 – 1780)

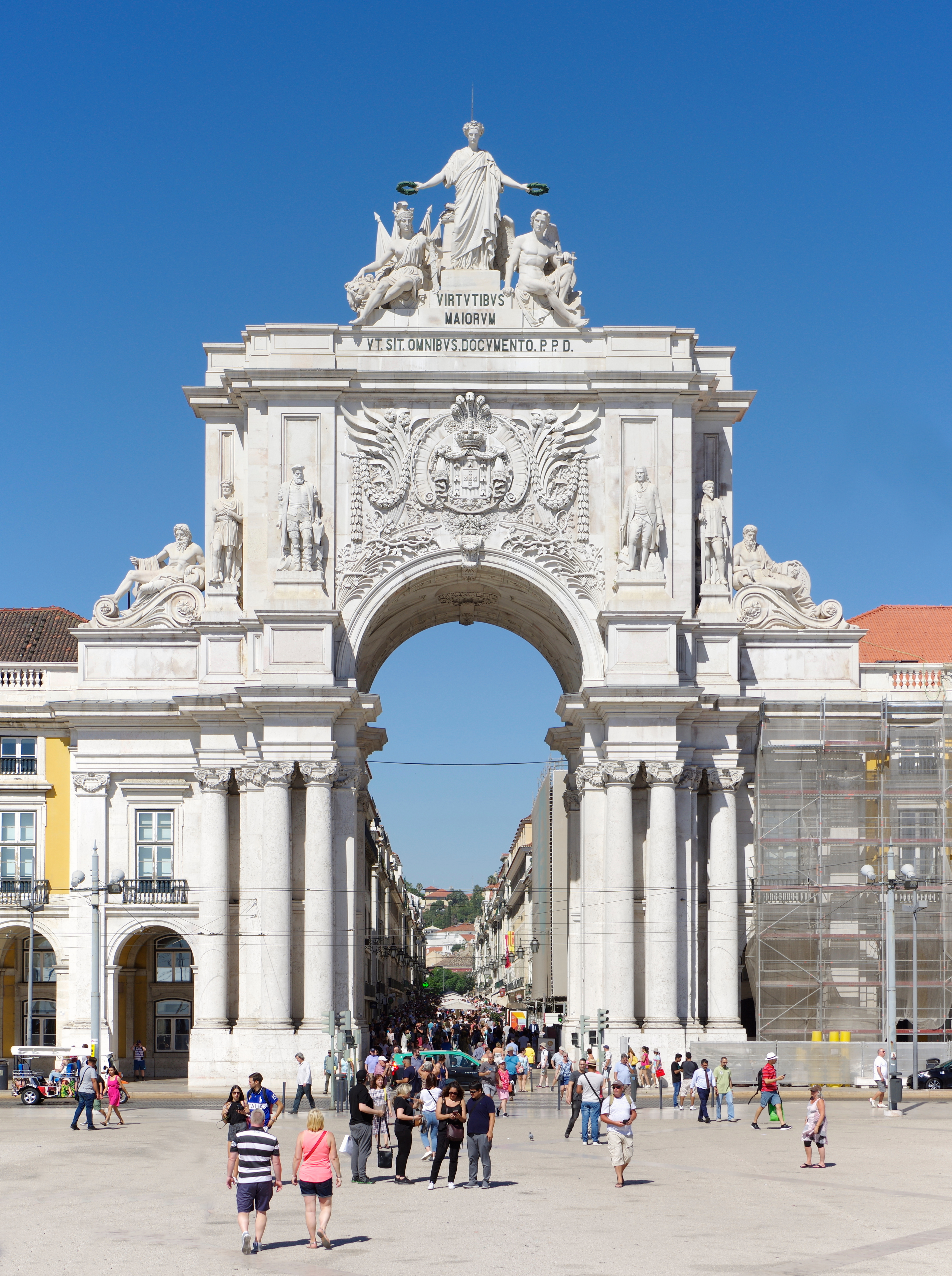
Arco Triunfal da Rua Augusta, na Praça do Comércio.

No terramoto de 1755 e o maremoto que se seguiu destruíram grande parte da capital portuguesa. D. José I e o seu primeiro-ministro Sebastião José de Carvalho e Melo, o Marquês de Pombal organizaram um grupo de homens para reconstruírem a baixa da cidade.
O Pombalino é de novo, tal como a arquitectura Chã, fruto da necessidade e do espírito de iniciativa de Portugal. Recebe este nome devido ao Marquês de Pombal, poderoso ministro de D.José, principal impulsionador da reconstrução e verdadeiro governante do reino, sem o qual não teria sido possível obra de tamanha envergadura. Também é fundamental a referência aos arquitectos Eugénio dos Santos , Manuel da Maia  e Carlos Mardel, verdadeiros autores das propostas apresentadas.
É um tipo de arquitectura inteligente e muito bem concebida, por englobar o primeiro sistema anti-sísmico e o primeiro método de construção em grande escala pré-fabricado no mundo. Consiste numa estrutura em madeira flexível inserida nas paredes, pavimentos e coberturas, posteriormente coberta pelos materiais de construção pré-fabricados, que, como se dizia na época, "abana mas não cai". A baixa de Lisboa, área mais afectada, está construída em zona instável, sendo necessário reforçar toda a área. Recorre-se a outro sistema anti-sísmico, composto por uma verdadeira floresta de estacas enterradas. Estas, como estão expostas à água salgada, não correm o perigo de apodrecer conservando a sua elasticidade natural. Protegia-se a cidade de modo revolucionário e, sem dúvida, pela primeira vez no mundo, a esta escala.
O sistema pré-fabricado é completamente inovador para a época. O edifício é inteiramente fabricado fora da cidade, transportado em peças, e posteriormente montado no local. Pela primeira vez se constrói uma cidade nestes termos. Apesar de as obras de reconstrução da cidade se arrastarem até ao século XIX, poucos anos depois, ainda em vida do rei, a população estava devidamente alojada e com condições inexistentes antes do terramoto.
A cidade é completamente modificada. As ruas de traçado medieval, com aspecto labiríntico, dão lugar a um traçado rectilíneo ortogonal, regularizando a área compreendida entre as antigas praças da cidade, Rossio e Terreiro do Paço, também corrigidas e ordenadas. Os espaços são amplos, permitindo condições de iluminação e arejamento inexistentes na cidade medieval.
A Praça do Comércio, sem o Palácio Real, transferido para a Ajuda, está aberta ao rio Tejo e destina-se a receber os vários ministérios. É dominada por dois torreões gémeos, inspirados no antigo torreão do Palácio Real, monumentalizada por uma estátua do rei D. José, da autoria de Machado de Castro, e recebe um arco de triunfo, construído apenas no século XIX segundo projecto diferente do original, simbolizando o triunfo sobre o terramoto. É a praça do poder.
O Rossio perde o antigo e arrasado Hospital de Todos os Santos, e torna-se no "fórum" da cidade, tentando manter o carácter popular, apesar dos elegantes edifícios. As ruas são hierarquizadas condicionando a tipologia de edifícios construídos.
O edifício Pombalino é uma estrutura até quatro pisos, com arcadas para lojas no piso térreo, varandas ou varandins no primeiro andar e cobertura em água furtada. Todas as construções seguem a mesma tipologia, sendo acrescentados pormenores decorativos na fachada consoante a importância do local. As construções são isoladas por quebra-fogos e respeitando a volumetria máxima imposta – considerava-se que os quatro pisos eram os ideais em caso de nova catástrofe.
A construção dos palácios é também regulamentada, obrigando uma sobriedade sem ostentação, muito impopular entre a aristocracia, permitindo efeitos decorativos apenas no portal e janelas um pouco mais elegantes que os prédios de habitação.
As igrejas seguem o espírito da época. O número é drasticamente reduzido, seguindo os mesmos princípios construtivos, alguma decoração arquitectónica exterior e tipologias bem definidas. São edifícios de nave única com altares laterais, decoração interna seguindo as formas do Rococó, materiais fingidos em madeira e estuque, alguma pintura (destacam-se as obras de Pedro Alexandrino de Carvalho) e escultura. Os espaços são agradáveis, suaves, luminosos e, apesar da construção pré-fabricada, bem ao gosto Rococó. Destacam-se as Igrejas de Santo António da Sé (no local onde nasceu Santo António), da Encarnação, São Domingos, Madalena, Mártires e muitas outras. Mantendo o vocabulário estético e elementos decorativos pré-fabricados houve a preocupação de as individualizar. Em edifícios menos destruídos tentou-se harmonizar as formas pombalinas com a decoração existente.
O pombalino, apesar de ser imposto de modo despótico em Lisboa, agradou e foi construído noutros locais, sendo o principal exemplo Vila Real de Santo António no Algarve.
A simplicidade é total. Este espírito de funcionalidade, eliminando tudo o que é supérfluo, incluindo a decoração, impondo uma sobriedade racional, já não é na verdade completamente Rococó. Reflecte o espírito do iluminismo e um forte carácter neoclássico, ainda sem ordens arquitectónicas clássica, mas submetendo o acessório à razão. Este pormenor tem sido sistematicamente esquecido pela história da arte, desejando ver ou Rococó francês ou neoclassicismo tradicional num programa construtivo renovador e demasiado moderno para a sua época.

## Neoclassicismo (1780 – fim do sec. XIX)
Devido ao facto de surgir numa época muito conturbada, o Neoclassicismo em Portugal desenvolve-se de modo muito próprio, debatendo-se com problemas de ordem artística e económica, impondo uma periodização diferente do resto da Europa. Assiste-se muito cedo ao desenvolvimento de uma arquitectura pré-clássica, que permanece durante todo o final do século XVIII. Na segunda metade do século, um pouco mais tarde que no resto da Europa, surge, principalmente em Lisboa e Porto, o Neoclassicismo, para, no início do século XIX, se assistir a uma quase paragem dos programas artísticos. Este facto deve-se à grande instabilidade provocada por uma sucessão de acontecimentos avassaladores para o país, nomeadamente a fuga da família real para o Brasil em 1807 (facto de importância fundamental para os dois países), invasões francesas, posterior/consequente domínio inglês, revolução liberal em 1820, regresso da família real em 1821, independência do Brasil e a perda do comércio colonial em 1822. Pouco depois ocorre a contra revolução absolutista, originando as guerras liberais, o que mantém a instabilidade até 1834, permitindo o normal desenvolvimento artístico e económico apenas quase a meio do século. Em face do exposto não é de admirar que o estilo permaneça, a par do Romantismo, até ao início do século XX.Considera-se que em termos internacionais o Neoclassicismo surge entre 1750 e 1760, enquanto em Portugal, pelas razões apresentadas em cima, se começa a desenvolver durante a década de 1770, com a construção do Picadeiro Real (actual Museu Nacional dos Coches), em Lisboa, e Hospital de Santo António no Porto.
Facto bastante curioso é a clara diferença entre as duas cidades. Lisboa recebe influencias italianas devido ao gosto dominante na corte, enquanto a cidade do Porto, em resultado da importante comunidade britânica, desenvolve edifícios de forte influência inglesa, por vezes quase palladianos como o Hospital de Santo António. No entanto o forte carácter funcionalista é uma das características comuns entre os dois polos. Posteriormente, devido ao facto de os estudantes de arte concluírem os estudos em Roma, o norte converte-se ao classicismo romano em detrimento do palladianismo.
Basicamente pode-se considerar que o edifício neoclássico português é simples, muito funcional, submetendo tudo ao carácter utilitário, simetria, três corpos sendo o central sugerido ou pouco avançado, pilastras, poucas colunas, varandas ou varandins, arcada no piso térreo funcionando como embasamento, aparelho (rusticado ou não), balaústres, com pouca ou nenhuma decoração escultórica, sendo esta essencialmente arquitectónica (talvez consequência dos tempos difíceis, mas também, sem dúvida, como reflexo da muito prática simplicidade pombalina). No entanto esta afirmação é demasiado redutora porque ao estudar os edifícios individualmente nos apercebemos de uma grande diversidade de soluções. Os exemplos são numerosos, variando entre edifícios mais simples mas muito marcantes, como a feitoria inglesa no Porto ou os banhos de São Paulo em Lisboa, até às grandes obras como o Teatro Nacional de São Carlos,  Teatro Nacional D. Maria II, Palácio Nacional da Ajuda e o Palácio de São Bento (Parlamento), em Lisboa, ou Hospital de Santo António e Palácio da Bolsa, no Porto. Existem, ainda, variados exemplos, como igrejas palácios ou edifícios públicos um pouco por todo o país.

## Princípio do séc. XX (1900-1920)
Arte Nova
Arquitectura Industrial
Ventura Terra, Manuel Norte júnior. elevador de santa justa, garagem auto palace, central tejo, casa malhoa.
Múltiplos edifícios arte nova em aveiro.

## Primeiro Modernismo (1920-1940)
Pardal Monteiro destaca-se como arquitetura da nova geração projeta vários edifícios, destacam-se a moradia na Av. 5 de Outubro (Prémio Valmor), o Instituto Superior Técnico, a Estação Ferroviária do Cais do Sodré.
Após uma ténue incursão pela Arte Nova na transição dos séculos, desde a década de 20 o Porto assistiu à "contaminação da máscara eclética" com elementos da arquitetura moderna. Abandonaram-se, paulatinamente, os esquemas oitocentistas e começaram a ser utilizadas formas mais geometrizantes, onde se combinavam o ferro e o novíssimo material betão armado, criando uma nova expressão e um novo gosto Arte Déco que rompeu definitivamente com os sistemas vigentes. As Artes Déco surgiram timidamente na arquitetura do Porto quando em 1926 José Coelho de Freitas apresentou à Câmara Municipal um pedido de licenciamento de obra para o "arranjo de uma loja" situada na Rua 5 de Outubro, cujo projeto incluía elementos desta corrente. Nesse mesmo ano, Rogério Lopes Rodrigues adaptou o rés do chão de um prédio localizado na Rua da Conceição para uma oficina de automóveis, onde inseriu elementos decorativos típicos das Artes Déco. O construtor José Coelho de Freitas era então um dos mais solicitados da sua época, estando envolvido na realização de um grande número de obras com influências deste estilo. O gosto pelas Artes Déco deu primazia ao uso do cimento armado e ao trabalho em cantaria. O uso de cimento permitiu "construções com a modulação do cimento a reproduzir o desenho próprio da cantaria, num pastiche que se deve, exclusivamente, a motivos de economia no custo da construção". Também frequente nesta corrente é o uso do azulejo com uma iconografia muito própria: destaca-se a fonte "com os fios de água formando uma parábola" e a "corbeille", esta última particularmente frequente na cidade do Porto. A composição ornamental dos elementos típicos da Arte Déco (o trabalho de azulejo, ferro, cantaria etc.) destaca-se pela elevada geometrização e estilização da natureza. Ao mesmo tempo, começam a aparecer em maior número as fachadas rebocadas (a "arquitetura do reboco"), o que acabou por contribuir também para uma imagem de "modernidade". Por outro lado, o reboco proporciona «imagens luminosas, em alternância à densidade do ‘soturno’ granito aparente, associado às arquiteturas ecléticas e opulentas do início do século». Esta luminosidade era também adquirida através da aplicação da cor (geralmente de tons claros) no reboco.
Após a instalação da ditadura continuam a projectar-se e construir-se edifícios com uma boa qualidade como o Cineteatro Éden e o Hotel Vitória, ambos de Cassiano Branco. Após um hiato de cinco anos o Prémio Valmor é atribuído à Igreja de Nossa Senhora do Rosário de Fátima desenhada por Pardal Monteiro, gerando alguma polémica o edifício marcadamente modernista em 1938. O conjunto arquitectónico é pontuado por várias intervenções de artistas, sendo os vitrais de Almada Negreiros importantes na iluminação do altar que se situa a oeste.

## Arquitectura Moderna e o Estado Novo (1933-1974)

### Introdução
Com a instalação de um regime totalitário através da Revolução de 1926, depondo a frágil républica, foi necessário criar uma linguagem arquitectónica que sustentasse a nova imagem de Portugal. Este processo foi sendo consolidado e teve o seu expoente máximo sob a tutela de Duarte Pacheco como ministro das Obras Públicas e Comunicações, no seu segundo mandato, acumulando o cargo com o de Presidente da Câmara de Lisboa.
Houve uma variedade de atitudes dos arquitectos e artistas perante o regime, uns mais colaboracionistas outros mais resistentes, sem que no entanto se perdesse qualidade no traço da arquitectura.
Durante estas quatro décadas foram desenvolvidas inúmeras propostas e planos de desenvolvimento para todo o país, sendo privilegiada a capital do império - Lisboa.
Podem definir-se vários conjuntos de obra, tanto em nome individual como em nome colectivo, sendo a datação por décadas neste caso pouco adequada devido ao prolongamento cronológico de algumas obras e tendências que naturalmente se vão sobrepondo e à ocorrência de vários factos, fenómenos e movimentos sociais durante a ditadura que irão moldar e fundar diversos movimentos de acção e reflexão sobre a arquitectura. No entanto ressalva-se o uso das décadas durante o período do estado novo para uma organização cronológica de projectos e obras, facilitando a sua leitura diacrónica.
Obras com grande identidade foram construídas, desde o português suave de Raul Lino - à procura de uma ruralidade bucólica perdida, o modernismo de Pardal Monteiro - exercitando vários programas e declinando o estilo com um rigor de excelência, os planos dos parques de Keil do Amaral ou a sumptuosidade elegante de Cassiano Branco no existente Hotel Vitória ou no defunto Cineteatro Éden.
Cada década teve o cunho de alguns criadores em particular, mas na década de cinquenta foram prolíferas as propostas de conjuntos de prédios que continham um conteúdo de programa e ideologia expressa nas habitações. O bairro das estacas, os prédios das avenidas infante santo e estados unidos da américa representam paradigmas urbanos, cada qual com a sua identidade e ideologia bem definidas.
Na década seguinte os conjuntos de prédios deram origem a planos urbanísticos que iam mais longe do que os bairros. Os planos urbanísticos dos Olivais e de Chelas abriam o futuro do Oriente de Lisboa.

#### O I Congresso de Arquitectura
O vislumbre da Democracia em 1945, com o final da II Guerra Mundial, levam à elaboração de uma carta-manifesto tendo em vista a realização de eleições livres. Após a garantia de um membro do Governo em não revelar a identidade dos subscritores, sucede o contrário, existindo uma vaga repressora que resultou em despedimentos, demissões e sanções.
Surgem então o ICAT - Iniciativas Culturais Arte e Técnica - em Lisboa e a ODAM - Organização dos Arquitectos Modernos no Porto. O I Congresso de Arquitectura realiza-se em 1948, sendo lançadas as bases críticas para vários problemas relacionados com a arquitectura. Neste congresso definem-se posições intelectuais, com diferentes interpretações de certos princípios, que irão dar lugar a várias diferenças no modo de abordar o exercício da profissão. Segundo Pedro Vieira de Almeida é natural que "o tenham sentido como um compromisso maculador da sua independência moral, o que só revela mais uma vez os aspectos da fragilidade teórica da sua formação em termos profissionais". As influências de Le Corbusier e da carta de Atenas fazem-se ouvir na maioria das teses apresentadas. Nuno Teotónio Pereira e Costa Martins constituem excepção referindo as dimensões simbólicas da arquitectura do quotidiano. Um dos pontos centrais da interpretação de Pedro Vieira de Almeida é a inexistência de uma arquitectura de Estado Novo que fosse imposta aos projectistas, dependendo destes a luta por pontos de vista distintos dos do Governo, no entanto foi característica dos arquitectos nortenhos a resistência à imposição de modelos formais, que levou Nuno Portas a apelidar esta arquitectura de "resistência".

## Anos Setenta
A sede da Fundação Gulbenkian é incontornável neste contexto, testemunhando a passagem do estado novo para a revolução.

### O Projecto SAAL
O Serviço de Apoio Ambulatório Local (SAAL) foi um programa de construção de habitações surgido após a Revolução dos Cravos que se propunha a colmatar as prementes necessidades habitacionais de populações desfavorecidas em Portugal.
As operações SAAL, inseridas no clima social de ação popular que caracterizou o Período Revolucionário em Curso, tornaram-se uma referência internacional no campo da participação popular nos processos de desenho habitacional e urbano. A interação entre brigadas técnicas de arquitetos e a população organizada em associações de moradores contribuiu para o que é considerado um momento ímpar na história da arquitetura portuguesa.
Concebido pelo arquitecto Nuno Portas, teve a participação de arquitectos da Escola do Porto, como Álvaro Siza Vieira, Fernando Távora, Alcino Soutinho, Alexandre Alves Costa e Sérgio Fernandez. Em Lisboa, participaram Artur Rosa, Manuel Vicente, Raúl Hestnes Ferreira, entre outros.

## Anos Oitenta - O pós-moderno
Durante esta década assistiu-se a uma consolidação do exercício da profissão de arquitecto, ganhando um protagonismo que veio a confirmar-se nas décadas posteriores, existindo vários edifícios que constituem paradigmas do posicionamento intelectual dos autores.
A influência teórica de Aldo Rossi e Roberto Venturi vinha sendo assimilada com diferentes interpretações por cada arquitecto desde os anos sessenta. Este facto conduziu a uma pluralidade de posicionamentos teóricos e prácticos, muito evidentes na escola de Lisboa e mais discretos na escola do Porto. Das gerações de arquitectos dos anos sessenta e setenta, com prática na urbanização da cidade, destaca-se Tomás Taveira, que viria a personificar o estatuto de arquitecto pós moderno em todos os sentidos.
O percurso de Taveira já demonstrava um domínio de várias linguagens e programas arquitectónicos, culminando no projecto do centro comercial das Amoreiras. A influência de Michael Graves é explicíta, mas o mais marcante do edifício em questão é o modo como foi assimilado pela sociedade portuguesa, sendo hoje o melhor exemplo que temos do pós-moderno mediático. Considerado ofensivo pela sua estética foi no entanto a sua poética que veio a perpetuá-lo como síntese entre o popular e o erudito.
A par desta produção centrada na capital, Siza Vieira oferece-nos uma visão muito distinta do pós-moderno, com a reabilitação do Chiado, contestada por alguns membros da classe por falta de arrojo e contenção no desenvolvimento do programa. Trinta anos depois, temos a Casa das Histórias como um bom exemplo desta interpretação discreta da escola do Porto pelo arquitecto Eduardo Souto de Moura.
Todos estes exemplos assentam no seguinte pressuposto interpretativo de Rossi, em que " deposita as suas expectativas de comunicação na capacidade da forma em ativar as camadas profundas da consciência" e " despertar simultaneamente níveis de memória coletiva e individual" segundo Denise Xavier.